# Wiegand Island
Wiegand Island är en ö i Kanada.   Den ligger i territoriet Nunavut, i den östra delen av landet, 1 300 km norr om huvudstaden Ottawa. Arean är 36 kvadratkilometer.
Terrängen på Wiegand Island är platt. Öns högsta punkt är 80 meter över havet. Den sträcker sig 8,5 kilometer i nord-sydlig riktning, och 9,2 kilometer i öst-västlig riktning.